# 墨特勤
墨特勤，又作默特勤，后突厥汗国贵族，阿史那氏，名逾输，默啜的儿子，移涅可汗的弟弟。
开元四年（716年），移涅可汗继位后，墨特勤受封为西面设（即右贤王）。同年，因其伯父骨咄禄之子阙特勤攻杀移涅可汗，拥立毗伽可汗，墨特勤起兵相攻，兵败投降唐朝。唐玄宗拜为左金吾卫大将军，仍封右贤王。开元六年（718年），唐朝计划大举攻打突厥，召其从征，因为拔悉蜜兵败，军队未出而止，妹毗伽公主寄居其家。后在长安（今陕西西安）去世，其子史继先。

## 家族
- 父：默啜
  - 墨特勤
    - 子：史继先

  - 兄：移涅可汗
  - 妹：贤力毗伽公主，丈夫是踏没施达干阿史德觅觅。公主716年降唐，封云中郡夫人，阿史德觅觅赠驸马都尉、特进、左卫大将军。723年在墨特勤私第去世。《毗伽公主墓志》，题为“唐故三十姓可汗贵女贤力毗伽公主云中郡夫人阿史那氏之墓志并序”。阿史德觅觅所作，楷书。二十三行，行二十二字，字径寸许。[2]